# Аарон Келлер
Аарон Келлер (англ. Aaron Keller; нар. 1 березня 1975, Камлупс, Канада) — японський хокеїст, захисник. 
За походженням канадець. Виступав за «Камлупс Блейзерс» (ЗХЛ), «Пеорія Рівермен» (ECHL), «Чикаго Вулвз» (ІХЛ), «Балтимор Бендітс» (АХЛ), «Сноу-Бренд» (Саппоро), «Саппоро Поларіс», «Одзі Іглз».
У складі національної збірної Японії учасник чемпіонатів світу 2005 (дивізіон I), 2006 (дивізіон I), 2007 (дивізіон I), 2008 (дивізіон I), 2009 (дивізіон I), 2010 (дивізіон I) і 2012 (дивізіон IA).
Досягнення
- Чемпіон Азійської ліги (2008, 2012).